# St. Peter am Hart
St. Peter am Hart là một đô thị ở huyện Braunau bang Oberösterreich, nước Áo. Đô thị này có diện tích 23 km², dân số thời điểm ngày 31 tháng 12 năm 2005 là 2405 người.